# Pagar Gunung (Lubai)
Pagar Gunung is een bestuurslaag in het regentschap Muara Enim van de provincie Zuid-Sumatra, Indonesië. Pagar Gunung telt 2179 inwoners (volkstelling 2010).